# Max Langenhan
Max Langenhan (Friedrichroda, 21 de febrero de 1999) es un deportista alemán que compite en luge en la modalidad individual.
Ganó nueve medallas en el Campeonato Mundial de Luge entre los años 2023 y 2025, y seis medallas en el Campeonato Europeo de Luge entre los años 2023 y 2025. Participó en los Juegos Olímpicos de Pekín 2022, ocupando el sexto lugar en la prueba individual.

## Palmarés internacional
| Campeonato Mundial | Campeonato Mundial    | Campeonato Mundial | Campeonato Mundial     |
| Año                | Lugar                 | Medalla            | Prueba                 |
| ------------------ | --------------------- | ------------------ | ---------------------- |
| 2023               | Oberhof (Alemania)    | Medalla de oro     | Equipo                 |
| 2023               | Oberhof (Alemania)    | Medalla de plata   | Individual             |
| 2023               | Oberhof (Alemania)    | Medalla de bronce  | Individual (velocidad) |
| 2024               | Altenberg (Alemania)  | Medalla de oro     | Individual             |
| 2024               | Altenberg (Alemania)  | Medalla de oro     | Equipo                 |
| 2024               | Altenberg (Alemania)  | Medalla de plata   | Individual (velocidad) |
| 2025               | Whistler (Canadá)     | Medalla de oro     | Individual             |
| 2025               | Whistler (Canadá)     | Medalla de oro     | Individual mixto       |
| 2025               | Whistler (Canadá)     | Medalla de oro     | Equipo                 |
| Campeonato Europeo |                       |                    |                        |
| Año                | Lugar                 | Medalla            | Prueba                 |
| 2023               | Sigulda (Letonia)     | Medalla de oro     | Individual             |
| 2023               | Sigulda (Letonia)     | Medalla de plata   | Equipo                 |
| 2024               | Igls (Austria)        | Medalla de plata   | Equipo                 |
| 2024               | Igls (Austria)        | Medalla de bronce  | Individual             |
| 2025               | Winterberg (Alemania) | Medalla de plata   | Individual             |
| 2025               | Winterberg (Alemania) | Medalla de plata   | Equipo                 |